# Бульбашковий бар'єр

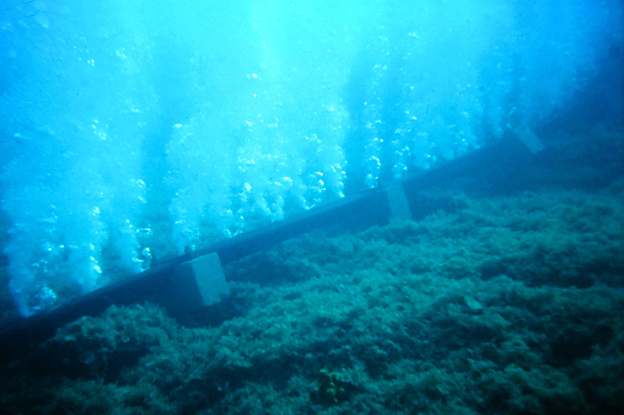
Бульбашки що виходять з повітряного шлангу створюють бульбашковий бар'єр

Бульбашковий бар'єр -- система, яка виробляє бульбашки із навмисним розташуванням у воді. Його ще називають пневматичний бар'єр. Методика заснована на випуску бульбашок повітря (газу) під поверхню води. Коли бульбашки піднімаються, вони діють як бар'єр, завіса, порушуючи поширення хвиль або розповсюдження забруднень. 

## Застосування
Бар'єр можна використовувати для наступних цілей:
- зменшити поширення ударних хвиль (наприклад, акустичні хвилі від двигунів, вибухи тощо),
- зменшити кількість рідини або сміття, що плавають на поверхні, від розповзання[2][3];
- для запобігання проникненню солі;
- контроль руху риби[4];
- прикраса та провітрювання в акваріумах[5].

У червні 2010 року округ Окалуза, штат Флорида, використовував бульбашкові завіси, щоб захистити узбережжя проходу Дестін від нафти, видобутої в Мексиканській затоці внаслідок розливу нафти Deepwater Horizon.  
З 2019 подібну технологію використовує муніципалітет Амстердама. Зі слів Філіпа Ерхорна, співзасновника і головного технічного директора голландського соціального підприємства  The Great Bubble Barrier, бар'єр відводить 86% сміття, яке в протилежному випадку потрапляє в річку Ей і далі в Північне море. 

## Обладнання
Технічна система складається з компресора і труби або шланга з насадками. При використанні для зменшення акустичних хвиль від діяльності коперів зазвичай використовується розподільний колектор, виготовлений із пластику або гуми. 

## Див також
- Нейстон
- The Ocean Cleanup